# 耶爾馬倫湖
耶爾馬倫湖（瑞典語：Hjälmaren，瑞典語發音：[ˈjɛ̂lːmarɛn]）是瑞典的一個湖泊。為瑞典面積第4大湖。耶爾馬倫湖位於瑞典第三大湖梅拉倫湖附近，并且湖水通過梅拉倫湖進入波羅的海。耶爾馬倫湖東西長63公里，寬大約20公里。面積485平方公里。湖水平均深度6公尺，最大深度20公尺。厄勒布魯位於耶爾馬倫湖西端。
59°15′N 15°45′E / 59.25°N 15.75°E